# Georg Friedrich Schnaderbach
Georg Friedrich Schnaderbach (* 18. August 1669 in Wismar; † 6. November 1716 in Berlin) war der 27. Prediger der Deutschen Evangelischen Kirchengemeinde A.B. zu Preßburg und zwischen 1704 und 1707 Pastor an St. Petri und Propst von Berlin.

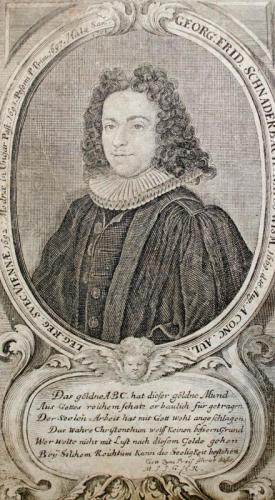
Georg Friedrich Schnaderbach

## Leben
Georg Friedrich Schnaderbach war der Sohn von Joachim Schnaderbach und dessen Ehefrau Agneta Christine geb. Brandt. Er kam als Frühchen im damals schwedischen Wismar zur Welt, seine Mutter starb bei der Geburt. Bis zu seinem sechsten Lebensjahr konnte er nicht gehen, da seine Beine durch einen Geburtsfehler zusammengewachsen waren. Nachdem sich sein Vater entschloss, seinen Sohn durch einen Wundarzt durch einen damals sehr risikoreichen Eingriff operieren zu lassen, verbesserte sich sein Zustand und das Kind erlernte das Gehen.
Nach einer Grundausbildung begann Schnaderbach im Jahre 1686 ein Studium der Theologie an der Universität Wittenberg. Seine Studien setzte er in Leipzig fort. Wegen Erkrankung seines Vaters musste er jedoch das Studium unterbrechen. Das Studium konnte er erst 1690 in Rostock fortsetzen, als er sich am 17. März 1690 in die Universitätsmatrikel eintrug. Nach einer kurzen Zeit als Hauslehrer in Rostock wurde er im Jahre 1692 von Graf Horn, dem damaligen schwedischen Gesandten in Wien, als Botschaftsprediger an die Schwedische Botschaft in Wien berufen. Am 8. Juni 1692 ließ er sich vom Ministerium examinieren und bald darauf für sein erstes öffentliches Amt ordinieren. Die Gegenreformation im damaligen Kaisertum Österreich war bereits im Abklingen, aber die Nachwirkungen derselben waren noch immer deutlich spürbar. Schnaderbach kümmerte sich in Wien außer seinen Aufgaben in der schwedischen Botschaft seelsorgerisch auch um die in Wien und Umgebung verstreuten Evangelischen. Durch diese Tätigkeit zog er sich den Unmut der Katholiken und besonders von Kardinal Leopold von Kollonitsch zu, welcher ihn persönlich verfolgte. Schnaderbach entging nur durch Zufall einer durch Kollonitsch angeordneten Verhaftung, die eine Verschleppung des unliebsamen lutherischen Predigers aus Wien zur Folge gehabt hätte.
Am 24. August 1692 heiratete Schnaderbach in Modern Maria Christina geb. Meurer († 1695). Nach dem frühen Tod seiner ersten Frau heiratete er am 7. August 1696 ebenfalls in Modern Magdalena geb. Wild († 1713). Aus dieser Ehe stammt auch der Sohn Friedrich, der später Jurist beim Schöffengericht in Halle/Sa und ein bekannter Büchersammler wurde. Eine dritte Ehe folgte im Jahre 1715 mit Sophia Hedwig geb. Schrader.
Im Jahre 1693 wurde Schnaderbach zum ersten Prediger der Deutschen Evangelischen Kirchengemeinde A.B. in Modern gewählt. In Modern scheint die junge evangelische Gemeinde ziemlichen Anfeindungen ausgesetzt gewesen zu sein, da das Pfarrhaus einem Brandanschlag durch fanatische Katholiken zum Opfer fiel. Nach dieser schweren Zeit in Modern wurde Schnaderbach am 28. April 1697 zum Prediger der Deutschen Evangelischen Kirchengemeinde A.B. nach Preßburg berufen. Am 5. Mai 1697 hielt er seine Abschiedspredigt vor der Gemeinde in Modern, die ihren beliebten Prediger nur schwer ziehen lassen wollte. Zwei Tage später (am 7. Mai 1697) trat er seinen Dienst bei der Gemeinde in Preßburg an. In Preßburg half er mit, die Neugestaltung der Gemeinde nach der schweren Zeit der Gegenreformation neu zu organisieren.
Ende Dezember 1700 erhielt er eine Berufung nach Halle/Sa. Er sollte als Pastor an der dortigen Kirche St. Ulrich und gleichzeitig als Scholarch am dortigen Gymnasium eingesetzt werden. Seine neue Stelle trat er im März 1701 an; er übte seine Aufgaben und Pflichten gewissenhaft aus, so dass er vom König Friedrich I. von Preußen zum Konsistorialrat des Herzogtums Magdeburg berufen wurde.
Nach dem Tode des Propstes und Konsistorialrats Ferdinand Helffreich Lichtscheid im Jahre 1707 wurde Schnaderbach nach Oranienburg beordert, um am dritten Pfingsttag in Anwesenheit des preußischen Königs zu predigen. Am darauffolgenden Tag wurde er vom König in Privataudienz empfangen, während dieser Audienz übertrug ihm Friedrich I. das vakante Cöllnsche Propstamt. Mit seiner Ernennung zum Propst von St. Petri wurde er auch Inspektor über 24 Kirchenspiele und gleichzeitig kgl.-preußischer Konsistorialrat.
Während seiner Zeit in Berlin hatte Schnaderbach zu den Berliner Pietisten um Carl Hildebrand von Canstein eine unliebsame Beziehung. Die Meinungsverschiedenheiten, die noch aus früherer Zeit stammten, hatten ihre Ursachen zwischen den Universitätstheologen und dem geistlichen Stadtministerium in Halle. Als 1714 die sog. „Inspirierten“, eine Gruppe radikaler Pietisten, nach Berlin kamen, wurde Schnaderbach mit zwei anderen Theologen beauftragt, sie zu vernehmen. Das Bemühen von Schnaderbach und seinen Kollegen, die „Inspirierten“ auf den „rechten Weg“ des Glaubens zurückzubringen, scheiterte. Ihr Brief an den König vom 3. September 1714 führte zur Ausweisung der Inspirierten aus Berlin.
In den letzten Jahren seines Lebens war Schnaderbach ziemlich kränklich. Wiederholte Kuren in Karlsbad blieben erfolglos. Außerdem hatte er in seiner letzten Lebensphase auch Alkoholprobleme, die sein Ansehen auch am Königshof schmälerten. Georg Friedrich Schnaderbach starb am 6. November 1716 in Berlin-Cölln. Die Evangelische Kirche bereitete ihm jedoch ein würdiges Leichenbegräbnis. Die Predigt hielt Pastor Johann Porst; die Standrede und das Epicedium hielten der Archidiakon Lucas Heinrich Thering und Johann Michael Heineccius (* 1674; † 1722). Die Trauermusik komponierte der Kantor zu St. Petri Johann Andreas Lüdecke (* 1673; † 1737).
Schnaderbach war auch publizistisch tätig. Zahlreiche Schriften von ihm sind in Druck erschienen.